# Trakai
Trakai è una cittadina della Lituania, appartenente alla Contea di Vilnius. È capoluogo del comune distrettuale di Trakai ed è una delle più note mete turistiche del paese baltico.
Trakai vanta un illustre passato e un importante patrimonio artistico, essendo stata uno dei principali centri del Granducato di Lituania. All'interno della città vive una delle più importanti e antiche comunità caraite d'Europa.

## Geografia
Trakai sorge in una regione lacustre a 30 km ad ovest dalla capitale lituana Vilnius. La città è circondata da diversi laghi: Luka (Bernardinai), Totoriškės, Galvė, Akmena e Gilušis. L'abitato si trova al centro del parco nazionale storico di Trakai.

## Storia
Trakai venne menzionata per la prima volta in una cronaca dei cavalieri teutonici del 1337 anno in cui, per volontà di Gediminas, divenne il capoluogo del ducato omonimo (soppresso nel 1413 in concomitanza dell'Unione di Horodło). Tra il 1397 ed il 1398 il granduca Vitoldo, reduce da una campagna contro l'Orda d'Oro, fece trasferire in città una comunità caraita dalla Crimea. Nel 1409 la città venne fregiata dei diritti di Magdeburgo. Con la nascita della Confederazione polacco-lituana e lo spostamento del centro del potere regale nella lontana Cracovia, Trakai perse progressivamente d'importanza. Nel corso della guerra russo-polacca la città venne saccheggiata e bruciata mentre il castello venne smantellato. Durante la grande guerra del Nord Trakai venne nuovamente saccheggiata. A seguito della terza spartizione della Polonia Trakai venne annessa all'Impero russo.
Alla fine della prima guerra mondiale la città ed il contado vennero annessi alla ricostituita Polonia. Nel 1929 le autorità polacche diedero il via libera alla ricostruzione del castello di Trakai. Durante la seconda guerra mondiale circa 5.000 ebrei della città e dei dintorni vennero assassinati dai nazisti. Nel 1944 durante l'Operazione Tempest la città venne liberata dai partigiani polacchi e da quelli sovietici. Al termine del conflitto Trakai venne annessa all'Unione Sovietica e inclusa nei territori della RSS Lituana. A seguito del passaggio di sovranità molti abitanti polacchi abbandonarono le loro case.

## Caratteristiche
È caratterizzata dall'omonimo lago nel quale, sopra un'isola, sorge fin dal XIV secolo un castello più volte ricostruito. Ospita, dal 1397, una piccola comunità di caraimi di origine turca. Degna di nota la sinagoga caraita.

## Monumenti e luoghi d'interesse
- Castello di Trakai
- Sinagoga caraita di Trakai, costruita nel 1903-1904 completamente in legno

## Amministrazione

### Gemellaggi
- Rheine
- Malbork
- Nowy Sącz
- Lida
- Cēsis
- Kuldiga
- Mtskheta
- Berehove
- Javoriv
- Schönebeck (Elbe)
- Borne
- Szentendre
- Târgu Mureș
- Bernburg
- Avola
- Stalettì